# Lamargelle
Lamargelle é uma comuna francesa na região administrativa da Borgonha-Franco-Condado, no departamento de Côte-d'Or. Estende-se por uma área de 26,83 km². Em 2010 a comuna tinha 165 habitantes (densidade: 6,1 hab./km²).